# Gizmondo
Gizmondoは、2005年3月にタイガー・テレマティクス（アメリカの電子玩具大手タイガー・エレクトロニクスとは無関係）がリリースした携帯型ゲーム機である。GPRSとGPSテクノロジーも採用している。
Plextek Limited が電子回路を設計し、Rick Dickinson が外観をデザインした。

## 歴史

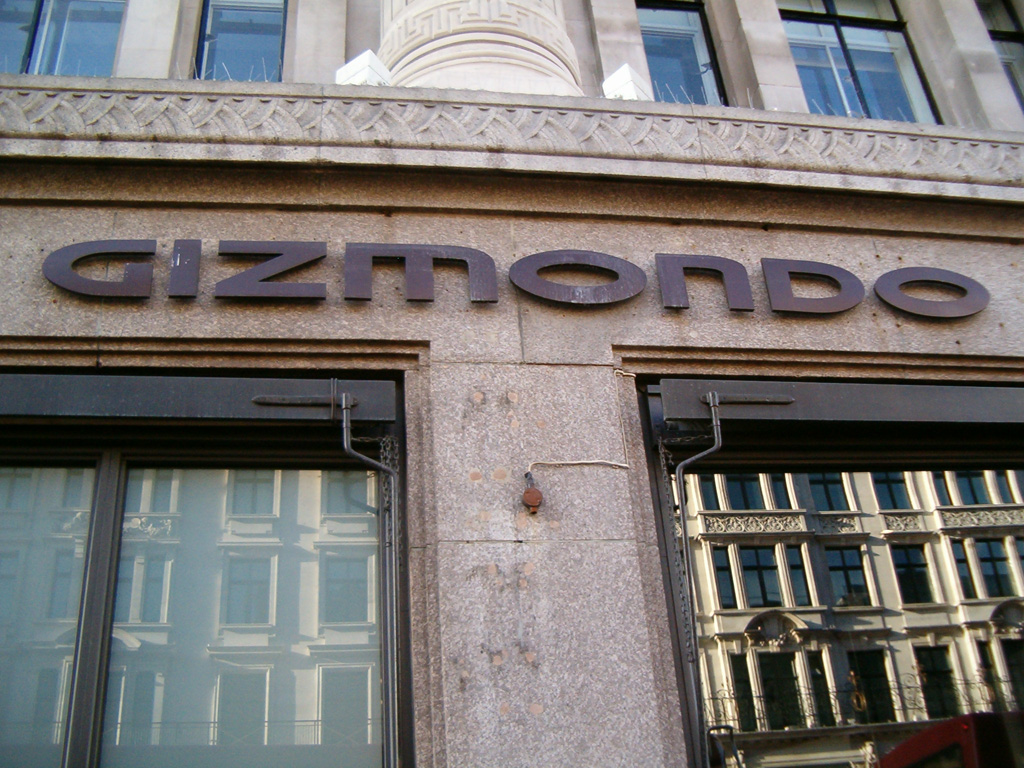
リージェント・ストリートにあった直営店

### リリース

#### イギリス
イギリスでは2005年3月19日、当初は £229 という価格で発売された。"Smart Adds" 付きの機体は £129。ロンドンのリージェント・ストリートにある直営店と直営オンラインショップで発売し、他の小売店やオンラインショップ経由でも販売した。ただし、直営以外の販路でどれだけの台数が販売されたかは不明である。

#### アメリカ合衆国
アメリカ合衆国では2005年10月22日に、$400（Smart Adds 付きは $229）で発売された。Gizmondo のウェブサイトと何箇所かのショッピングセンターに設置された売店でのみの販売だった。しかし、アメリカでは計画されていた14のゲームタイトルのうち8タイトルしか発売されず、GPSナビゲーションソフト (CoPilot GPS) も発売されなかった。GPSナビゲーションソフトはイギリスでは1週間から2週間だけ販売された。広告もほとんどなかったが、任天堂の公式雑誌である Nintendo Power に広告が掲載されていた。計画されていた販路拡大は実施されることなく終わった。

### 販売不振と倒産
Gizmondoの販売は全く振るわず、2006年2月には生産中止となり、タイガー・テレマティクス社は倒産に追い込まれた。重役の1人であるステファン・エリクソンがスウェーデンのマフィアと関わっていたという不祥事も影を投げかけた。
2008年、創業者でCEOのカール・フリーアは、Gizmondoを再建し Gizmondo 2 を発売することについて清算人と合意に達したと発表した。

### Gizmondo 2
Gizmondo 2は当初2008年5月の発売が予定されていたが、すぐに2008年11月に延期された。フリーア とスウェーデン人パートナー Mikael Ljungman は新たな会社 Media Power を立ち上げ、少なくとも9月ごろまでは計画を進めていたが、2008年12月になってもゲーム機は発売されず、Windows CE か Google Android を搭載したスマートフォンとして完全に設計しなおすという発表がなされた。
しかしその後 Media Power のウェブサイトはオフラインとなり、Mikael Ljungman は詐欺容疑で逮捕された。以降、ゲーム機やスマートフォンについての発表はない。

### ワイド画面版
タイガー・テレマティクスは2006年にGizmondoのワイド画面版をリリースする予定だった。この発表はアメリカ合衆国でのGizmondo発売の数週間前に行われたため、いわゆるオズボーン効果による買い控えが発生した。

## 仕様
- ディスプレイ: 72 mm（2.8インチ）TFT液晶
- 解像度: 320 × 240 ピクセル
- CPU: Samsung ARM9 プロセッサ - 400MHz
- グラフィックス: nVidia GeForce 3D 4500 128ビット3Dグラフィックスアクセラレータ - 最大65536色
- RAM: 64MB
- サウンド: スピーカー内蔵
- 通信: Bluetoothクラス2を使った多人数プレイ。トライバンドGSM
- ポート: ステレオヘッドフォンソケット、ミニUSBクライアント、SDメモリーカード
- 電源: 交換可能なバッテリ
- 動作温度: 0°C ～55°C
- 対応マルチメディア規格: MPEG-4再生、Windows Media Player 9 経由でMP3、WAV、MIDIファイルも再生可能
- JPEG カメラ
- 着脱可能なSIMカード
- GPS追跡アプリケーション
- GPS地図アプリケーション
- GPRSクラス10
- SMS
- MMSの送受信
- WAP 2.0
- 多声着信メロディ
- フライトモード機能

## ソフトウェア
ハードの発売と同時に14のタイトルが発売された。ファーストパーティーとしてGizmondoの開発元であるタイガー・テレマティクスより発売されたSticky Ballsの他、サードパーティーとしてはエレクトロニック・アーツの FIFA Football 2005 や SSX 3、SCiの Richard Burns Rally などがある。さらに30のタイトルが開発中だったが、タイガー・テレマティクスの倒産によって全てキャンセルされた。

## その他

### Smart Adds
Smart Adds は、ハードウェアの費用の一部を広告で賄うシステムである。Smart Adds が機能しているGizmondoでは、ホーム画面を表示するタイミングでランダムな間隔で広告を表示し、小売価格を抑えている。広告はGPRSデータ接続を経由してダウンロードされ、その機体での入力データを分析して最適と思われる広告が表示される。1日に最大3回広告が表示される。広告によってはクーポン券の役目を果たしたり、GPS機能を利用して広告している商品を売っている最寄りの販売店までの経路を表示したりといったものが考えられていた。
しかし、Smart Adds サービスは実際には開始されなかった。したがって Smart Adds 付きの安価な機体を購入したユーザーは、一度も広告を受け取らなかった。